# Parque Nacional de Bashkiriya
O Parque Nacional de Bashkiriya (Bashkort: Башҡортостан милли паркы, russo: Башкирия (национальный парк)), cobre uma grande floresta contígua no extremo sul dos Montes Urais. O parque é um amortecedor importante entre as planícies industrializadas a oeste, a reserva natural de Shulgan-Tash, montanhosa e esparsamente povoada, e a reserva entomológica Altyn-Solok ("Abelha de Ouro") a leste e a norte. O Parque Nacional de Bashkirya fica entre o rio Nugush (e a popular zona de lazer do reservatório de Nugush) e a curva sul do rio Belaya. O parque apresenta cortes profundos do vale do rio em uma topografia cárstica. É conhecido por uma ponte natural através do rio Kuperlya. O parque está situado em três distritos (Meleuzovsky, Kurgachinsky e Burzyansky) da República de Bashkortostan (também conhecido como "Bashkiriya").